# حسن عبد العزيز
حسن عبد الله عبد العزيز (19 ديسمبر 1982) لاعب كرة قدم بحريني معتزل كان يجيد اللعب في مركز المهاجم.